# (3285) Ruth Wolfe
(3285) Ruth Wolfe est un astéroïde de la ceinture principale.

## Description
(3285) Ruth Wolfe est un astéroïde de la ceinture principale. Il fut découvert le 5 novembre 1983 à l'Observatoire Palomar par Carolyn S. Shoemaker. Il présente une orbite caractérisée par un demi-grand axe de 2,53 UA, une excentricité de 0,22 et une inclinaison de 20,6° par rapport à l'écliptique.

## Compléments